# Province de San Antonio de Putina
La province de San Antonio de Putina (en espagnol : Provincia de San Antonio de Putina) est l'une des treize provinces de la région de Puno, au sud du Pérou. Son chef-lieu est la ville de Putina.

## Géographie
La province couvre une superficie de 3 207,38 km2. Elle est limitée au nord par la province de Carabaya et la province de Sandia, à l'est par la Bolivie, au sud par la province de Huancané, à l'ouest par la province d'Azángaro.

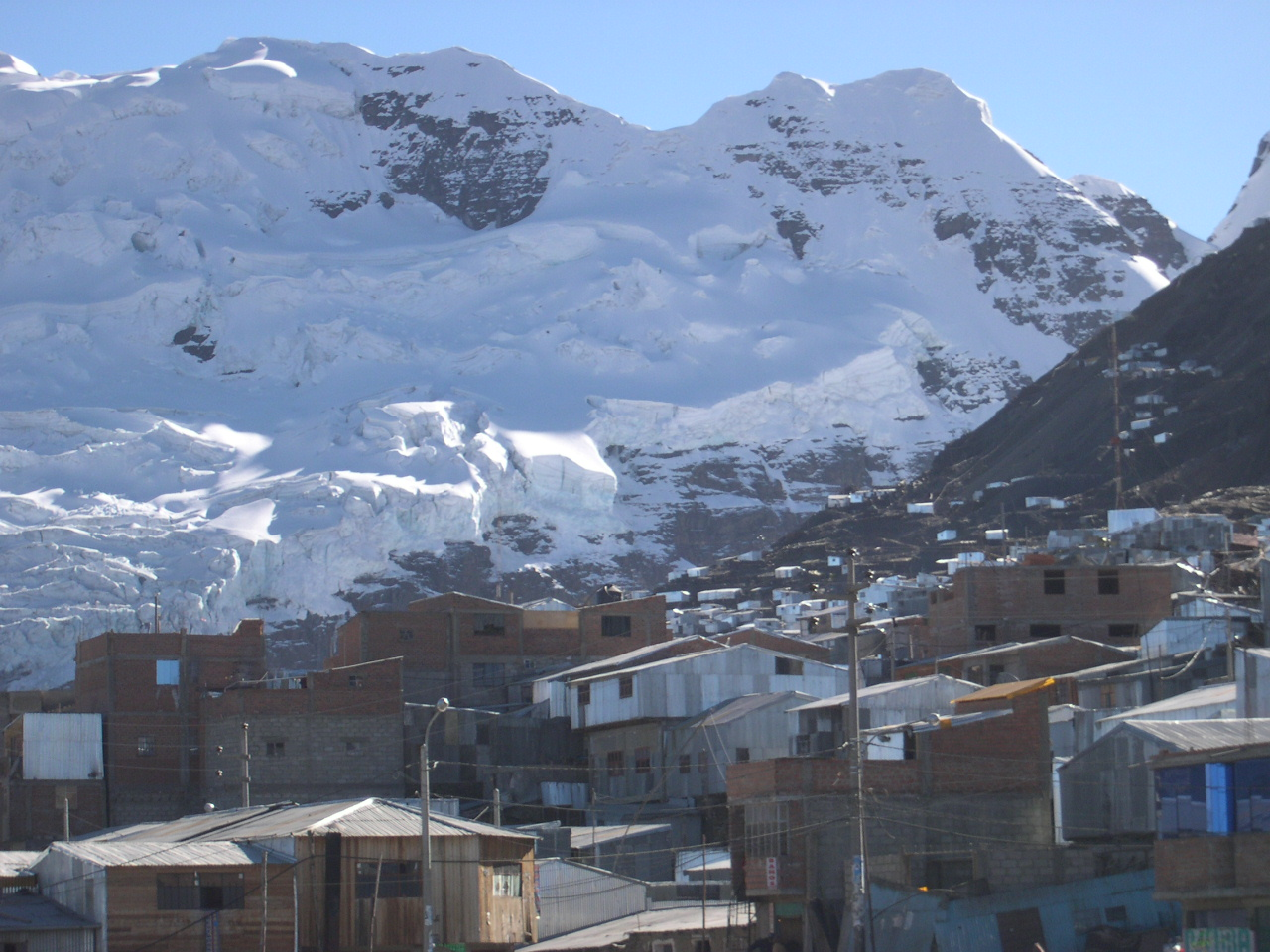
La Rinconada

## Population
La population de la province s'élevait à 44 853 habitants en 2005.

## Subdivisions
La province de San Antonio de Putina est divisée en cinq districts :
- Ananea
- Pedro Vilca Apaza
- Putina
- Quilcapuncu
- Sina